# Línia evolutiva de Poochyena
Aquesta línia evolutiva de Pokémon inclou Poochyena i Mightyena.

## Poochyena
Poochyena és una de les espècies que apareixen a la franquícia Pokémon, una sèrie de videojocs, anime, mangues, llibres, cartes col·leccionables i altres mitjans que va ser inventada per Satoshi Tajiri i ha generat milers de milions de dòlars en beneficis per a Nintendo i Game Freak. És de tipus sinistre i evoluciona a Mightyena.

## Mightyena
Mightyena és una de les espècies que apareixen a la franquícia Pokémon, una sèrie de videojocs, anime, mangues, llibres, cartes col·leccionables i altres mitjans que va ser inventada per Satoshi Tajiri i ha generat milers de milions de dòlars en beneficis per a Nintendo i Game Freak. És de tipus sinistre i evoluciona de Poochyena.